# District de Chet
Le district de Chet (en kazakh : Шет ауданы) est un district de l'oblys de Karaganda au Kazakhstan.

## Géographie
Le centre administratif du district est la ville de Aqsu-Ajuly.

## Démographie
En  2013, le district a une population de 44 971 habitants.